# Joas II
Joas II (także Iyoas, gyyz: ኢዮአስ, ur. ? - zm. 3 czerwca 1821) – cesarz Etiopii w od 14 czerwca 1818 do 3 czerwca 1821. 
Pochodził z dynastii salomońskiej i był synem jednego z poprzednich cesarzy - Ezechiasza (Hezkyjasa). 
Joas II panował w okresie rozbicia dzielnicowego Etiopii zwanego Zemene mesafynt. W Kronice królewskiej nie ma wiele informacji na temat jego panowania. Podane zostały tylko daty wstąpienia na tron i śmierci. Według angielskiego podróżnika Nathaniela Pearce'a był on wybrany na cesarza  przez faktycznie rządzących rasa Gugsę i keniazmacza Alki Meru, ponieważ charakter wcześniej predestynowanych do tronu siostrzeńców Joasa, Zerobabela i Merrita nie odpowiadał Gugsie i Ali Meru. Przed koronacją Joas prowadził życie mnicha w Ueldebbie. Anglikański misjonarz ze Szwajcarii Samuel Gobat, który przebywał w Etiopii w latach 30. XIX wieku i osobiście poznał cesarza Gigara, twierdził, że trwanie Joasa na tronie było skutecznie podtrzymywane przez protekcję rasa Gugsy. Po śmierci cesarza nastąpiło interregnum trwające około kilku miesięcy. Następcą Joasa stał się Gigar.